# James Mott
James Mott (North Hempstead, 20 giugno 1788 – New York, 26 gennaio 1868) è stato un mercante, abolizionista e coinvolto nella Underground Railroad statunitense; è stato un leader, insegnante, e attivista contro la schiavitù. Era sposato con la leader suffragista Lucretia Mott. Come lei, voleva che gli schiavi fossero liberati. Ha contribuito a fondare organizzazioni antischiavitù, ha partecipato al "movimento dei prodotti liberi" e gestito un deposito della Underground Railroad con la sua famiglia. I Mott hanno nascosto Henry "Box" Brown dopo che era stato spedito da Richmond, in Virginia, in una cassa. Mott ha anche sostenuto i diritti delle donne, presiedendo la Convenzione di Seneca Falls nel 1848. Per quattro anni ha sostenuto la creazione dello Swarthmore College.

## Primi anni di vita
James nacque a Cow Neck (ora North Hempstead) a Long Island, New York, da una famiglia quacchera. I suoi genitori Anne (nata Mott) e Adam Mott, lontani cugini, discendevano da quaccheri inglesi immigrati nelle Tredici colonie nel XVII secolo. Adam era mugnaio, agricoltore e sovrintendente della Quaker Nine Partners School di Poughkeepsie, Contea di Dutchess, New York.
La sorella di Mott, Abigail Lydia Mott, e il cognato, Lindley Murray Moore furono determinanti nella fondazione della Rochester Anti-Slavery Society nel 1838. Suo fratello, Richard Mott, fu eletto candidato del partito di opposizione al Trentaquattresimo Congresso e rieletto, come repubblicano, al Trentacinquesimo (4 marzo 1855 - 3 marzo 1859).

## Matrimonio e figli

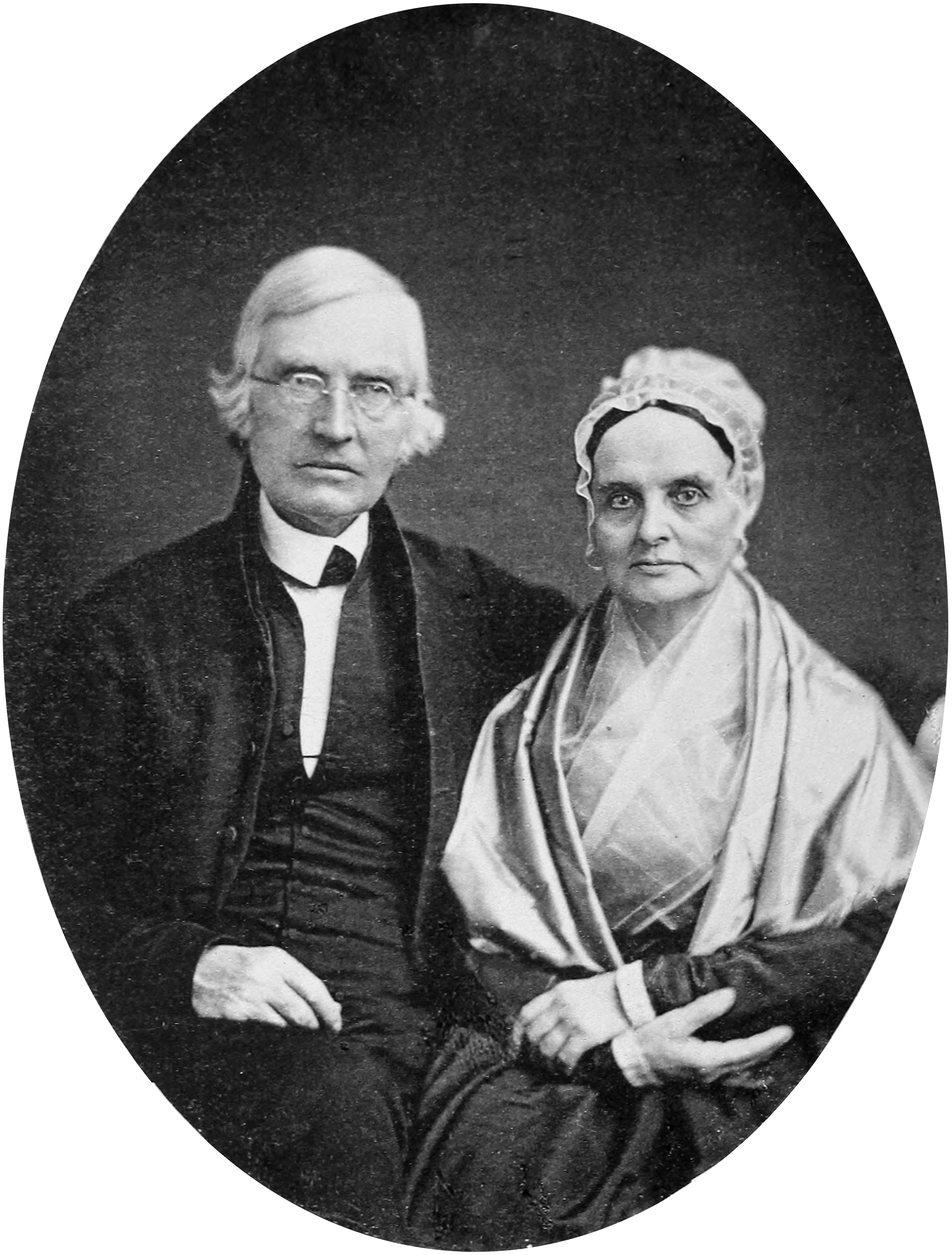
James e Lucretia Mott

Mott era insegnante alla Nine Partners School, dove incontrò Lucretia Coffin. Dopo essersi laureata lì, anche Lucretia divenne insegnante. Dopo che la famiglia Coffin si fu trasferita a Filadelfia, Mott e Lucretia seguirono nel 1810.
Mott sposò Lucretia il 10 aprile 1811, al Pine Street Meeting di Filadelfia. Ebbero sei figli, cinque dei quali arrivarono all'età adulta. Era membro del Philadelphia Yearly Meeting. Mott e sua moglie condividevano gli stessi interessi contro la schiavitù, sostenevano i diritti delle donne e contribuirono a fondare lo Swarthmore College.
Mott morì di polmonite il 26 gennaio 1868, mentre lui e Lucretia visitavano la figlia e il genero George W. Lord a Brooklyn, New York.

## Carriera

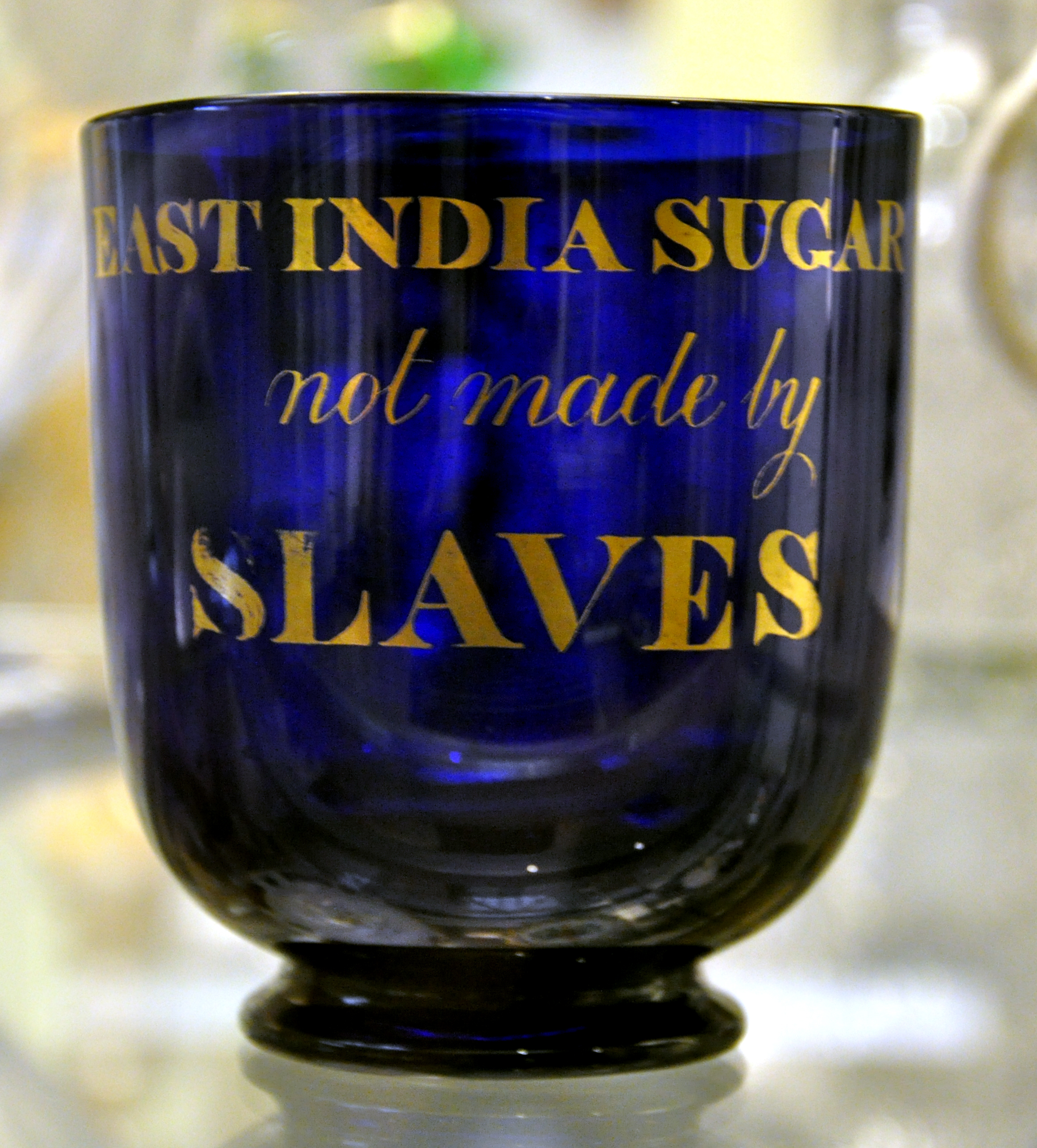
Zuccheriera in vetro con la scritta "Lo zucchero dell'India orientale non è prodotto dagli schiavi"

Dopo aver insegnato alla Nine Partners Boarding School, Mott divenne un commerciante a Filadelfia, lavorando come socio nell'azienda di unghie del padre di Lucrezia.
I Mott, cercando di rendere la schiavitù non redditizia, boicottavano i prodotti realizzati dagli schiavi. Formarono una società di produzione libera che vietò l'acquisto di cotone, melassa, riso, tabacco e altri prodotti importanti.
Mott resistette agli anni difficili della guerra del 1812 e del panico del 1819, dopo di che divenne un commerciante di tessuti nel 1822. Iniziò commerciando in cotone, ma come altre persone che erano diventate quaccheri hickiti, odiava che il cotone fosse prodotto da schiavi.
Seguendo l'appello a commerciare solo prodotti gratuiti, iniziò a vendere cotone gratuitamente nel 1829 e poi nel 1830 vendette solo lana, che veniva prodotta senza il lavoro degli schiavi.

## Abolizionista
Mott fu uno dei primi sostenitori di William Lloyd Garrison. Nel 1833 fu membro dell'American Antislavery Society. Nello stesso anno fu uno dei fondatori della Philadelphia Anti-Slavery Society e Lucretia vi partecipò come ospite. Con Lucretia contribuì a fondare la Pennsylvania Anti-Slavery Society e ne fu il presidente per diversi anni. Nel 1840 Mott e sua moglie erano delegati a Londra della World Anti-Slavery Convention, che decise di non ammettere le donne al dibattito. Fece parte della "mobilitazione" per ammettere le donne delegate. Nel 1841 pubblicò Three Months in Great Britain, un resoconto del viaggio che fece con Lucrezia per partecipare alla convenzione di Londra.
Frederick Douglass partecipò a un incontro contro la schiavitù a Norristown, in Pennsylvania, presso la First Baptist Church nel 1842. Le persone nel santuario furono colpite da pietre lanciate da rivoltosi favorevoli alla schiavitù. Mott fu minacciato dalla folla fino a quando liberti e abolizionisti non ebbero la meglio sulla situazione.
L'11 settembre 1851 scoppiò la rivolta di Christiana, che portò alla morte di Edward Gorsuch, un proprietario di schiavi del Maryland. Nel novembre dello stesso anno si tenne un processo all'Independence Hall di Filadelfia. Il giudice Robert C. Grier dichiarò: "La colpa di questo omicidio non ricade solo sugli individui illusi che ne furono gli esecutori diretti, ma il sangue macchia con una tinta ancora più profonda le gonne di coloro che hanno promulgato dottrine sovversive di ogni moralità e di ogni governo", che coinvolgeva James Mott e Thaddeus Stevens, un avvocato difensore. Lucretia partecipò al processo, durante il quale lavorò a maglia con filati rossi, bianchi e blu, "mostrando un freddo sentimento abolizionista".
L'Harrisburg Telegraph affermò nel suo necrologio che Mott era un "nemico inveterato della schiavitù americana".

## Underground Railroad

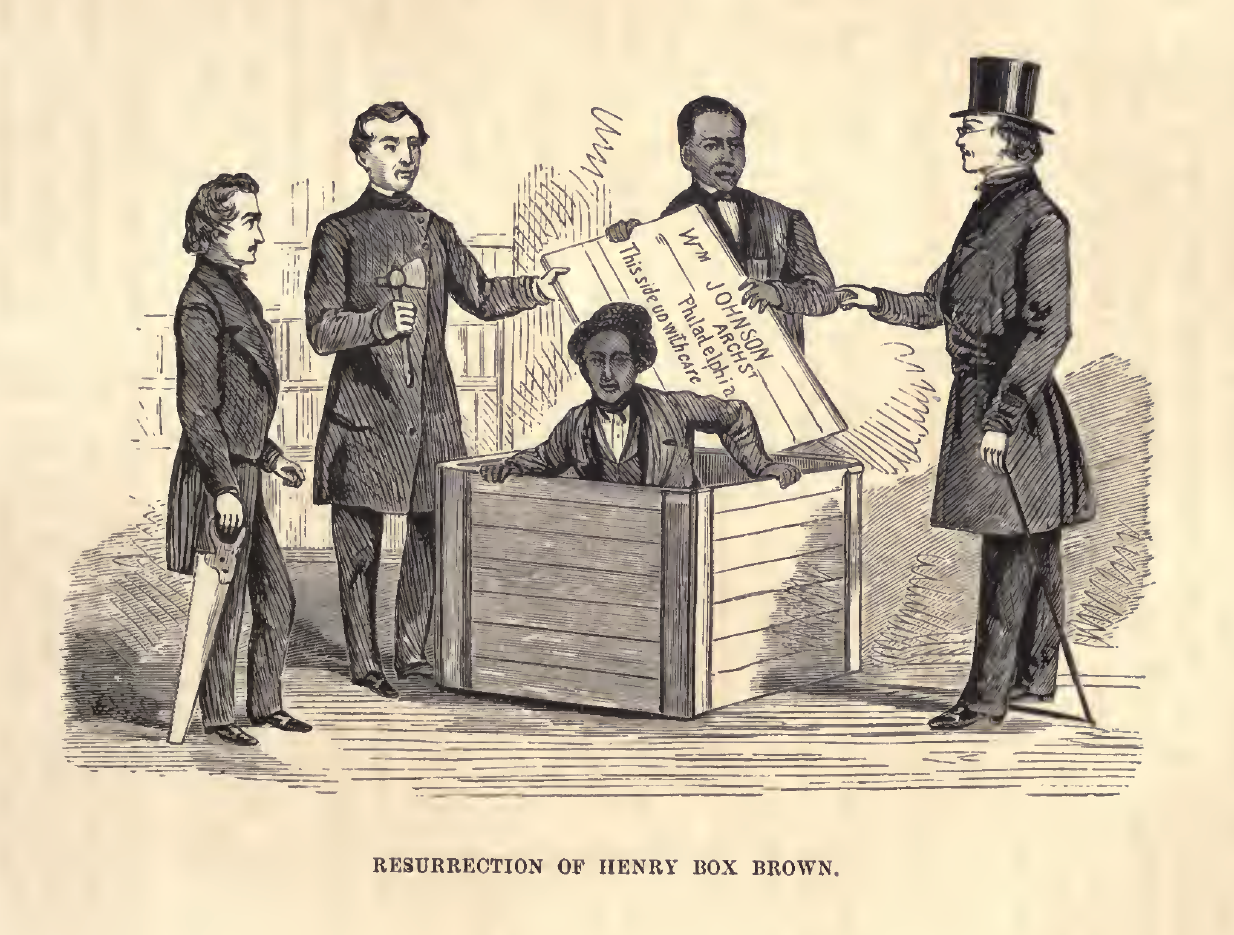
Un'altra "Resurrezione di Henry Box Brown" pubblicata con un resoconto della storia nel libro di William Still del 1872 The Underground Railroad

Come i suoi nonni paterni Mary Underhill e James Mott, e i suoi bisnonni Underhill, Mott aiutò i neri a sfuggire alla schiavitù. I suoi nonni aiutavano le persone che arrivavano a Hempstead Harbour, Long Island, vicino a un approdo per barche vicino a casa loro e provvedevano al trasporto a New Rochelle, New York. I più anziani dei Mott aiutavano gli ex schiavi, prima che fosse fondata l'Underground Railroad.
James Mott gestiva un deposito della Underground Railroad nella sua casa al 338 di Arch Street a Filadelfia, in Pennsylvania, con l'aiuto dei suoi familiari. Le persone che sono passate dalla casa dei Mott sono state aiutate nel loro viaggio anche da Isaac Hopper e Hannah Cox. Egli e la sua famiglia aiutò Henry "Box" Brown nel 1849. Brown fu rinchiuso in una cassa di legno ed inviato da Richmond, Virginia a Filadelfia, dopo di che i Motts nascosero Brown per la sua sicurezza.
Passmore Williamson, un avvocato, aiutò Jane Johnson a ottenere la libertà dal suo schiavista, John Hill Wheeler della Carolina del Nord. Il 29 agosto 1855 si tenne un processo a Filadelfia contro Williamson. Mott, il reverendo James Miller McKim e un agente scortarono Johnson al processo in modo che potesse testimoniare.

## Diritti delle donne
James presiedette la Convenzione di Seneca Falls, la prima convenzione sui diritti delle donne, tenutasi a Seneca Falls, New York nel 1848 il 19 e 20 luglio durante la quale sua moglie fu l'oratrice principale. Era l'unico uomo ad aver presieduto una convenzione sui diritti delle donne.

## Swarthmore College
Dal 1865 al 1869 Mott contribuì a fondare lo Swarthmore College in Pennsylvania. È stato uno dei primi college misti negli Stati Uniti.